# Cindy Sheehan

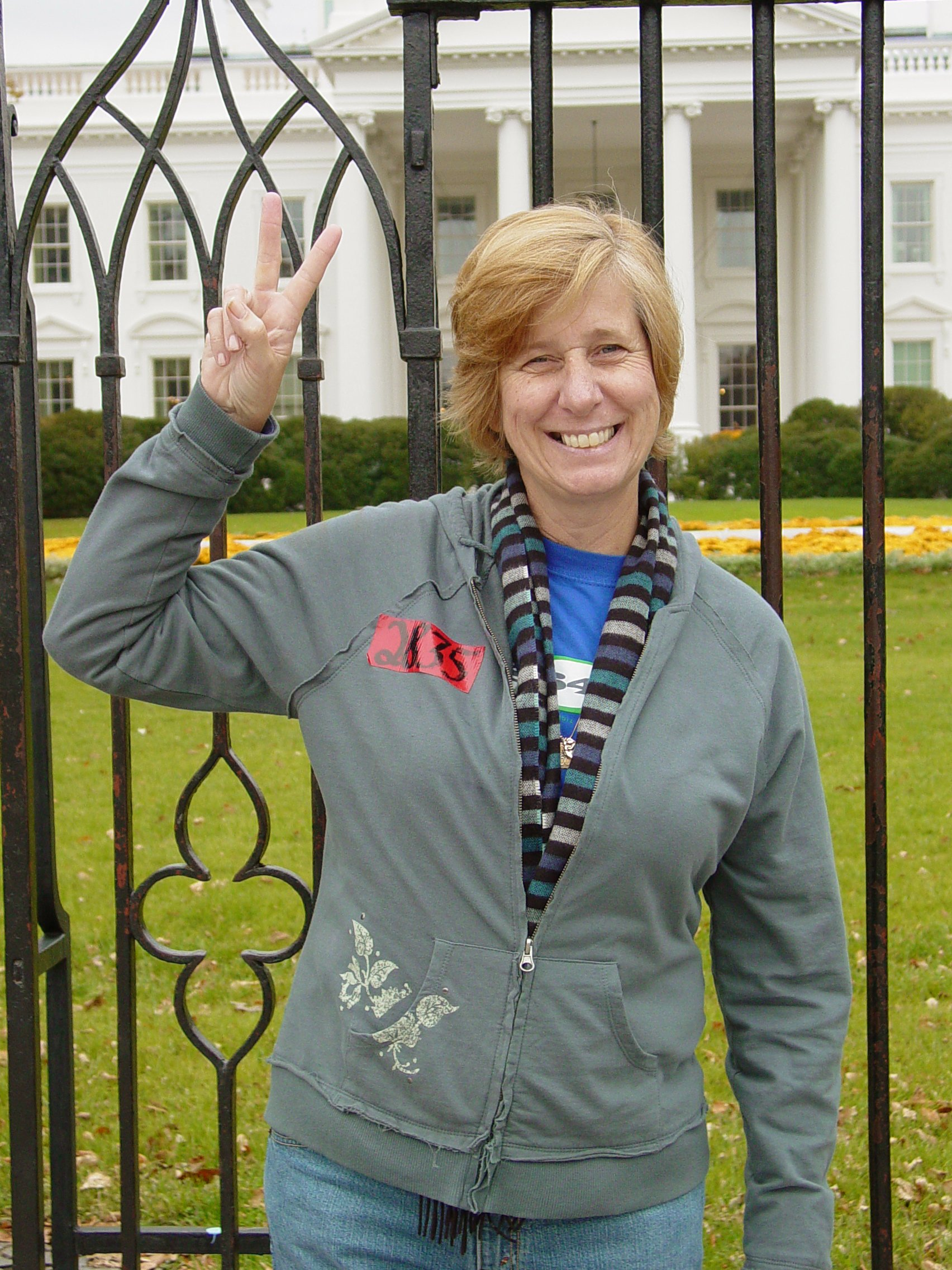
Cindy Sheehan voor het Witte Huis in Washington

Cindy Sheehan (10 juli 1957) is een Amerikaans vredesactivist en moeder van soldaat Casey Sheehan.
Casey Sheehan vond op 4 april 2004 in Sadr-stad (Irak) de dood, slechts vijf dagen na zijn aankomst in Irak in het kader van de Irakoorlog. 
Cindy Sheehan is een van de negen leden van de Gold Star Families for Peace, een vredesorganisatie die zich inzet voor de terugtrekking van de Amerikaanse strijdkrachten uit Irak. 
Zij kreeg landelijke aandacht in augustus 2005 toen zij deel nam aan de vredesdemonstratie in Crawford (Texas), de verblijfplaats van George W. Bush gedurende vakantieperioden.
Door aanhangers wordt zij de "Rosa Parks van de anti-oorlogsbeweging" genoemd. 
In mei 2007 bracht ze een bezoek aan Nederland waar ze onder meer sprak bij een actie op het Museumplein van het Nederlands Sociaal Forum.
In mei 2007 kondigde ze aan te stoppen met haar protest. Maar in juli 2007 werd ze gearresteerd bij een volgende actie in Washington. Ze werd met 45 medestanders opgepakt toen ze weigerde het kantoor van een Democratisch parlementslid te verlaten. In 2008 kandidaat stelde ze zich kandidaat voor het Amerikaanse Congres, waarbij ze verloor van de zittende kandidaat.